# Окончателно решение на еврейския въпрос
Окончателното решение на еврейския въпрос (на немски: Endlösung der Judenfrage) е план на националсоциалистическото правителство на Нацистка Германия за систематично унищожение на еврейското население в контролираните от него територии чрез геноцид.
Утвърдено е официално на Ванзейската конференция през януари 1942 г. и е реализирано чрез Холокоста, довел до смъртта на две трети от евреите в Европа.
До началото на Втората световна война Германия, Австрия и Чехословакия са напуснати от общо 350 хил. души.